# Chelonus incrassus
Chelonus incrassus är en stekelart som först beskrevs av Papp 1992.  Chelonus incrassus ingår i släktet Chelonus och familjen bracksteklar. Inga underarter finns listade i Catalogue of Life.